# Mykolaïvka (oblast d'Odessa)
Mykolaïvka (ukrainien : Миколаївка, russe : Николаевка, Nikolaïevka) est une commune urbaine de l'oblast d'Odessa, en Ukraine. Elle compte 2 630 habitants en 2021.